# Хепатитис Ц
Хепатитис Ц је контактом преносива инфекција јетре изазвана вирусом хепатитиса Ц (ХЦВ). Вирус хепатитиса Ц откривен је 1989. године, након кога је разјашњен узрок настанка великог броја посттрансфузијског хепатитиса дотад непознатог узрока. Због сличне грађе генома и полипептида са другим хуманим флавивирусима, ХЦВ је сврстан у породицу Флавивиридае, из рода Хепацивирус. Светска Здравствена Организација (СЗО), процењује да је око 170-200.000,000 људи (око 3% светске популације), заражено са ХЦВ, мада се претпоставља да је стварна преваленца вероватно већа јер већина инфекција има асимптоматски ток и остаје непрепозната. СЗО процењује да се годишње са ХЦВ зарази око 3-4.000.000 људи. Не зна се да ли вирус проузрокује болест код животиња.
Хепатитис Ц често се јавља као асимптоматска болест, па због неблаговременог дијагностиковања прелази у хроничну инфекцију, која након много година може да доведе до тежих оштећења јетре, и појаву цирозу јетре. У тежим случајевима, цироза јетре праћена је; отказивање функција, раком јетре, или великим проширењем венског система једњака и желуца, која могу да доведу до масовног искрварења и смртног исхода.
Главни пут преноса ХЦВ је директан контакт са крвљу заражене особе. Ризик преноса је највећи након директне трансфузија крви и крвних деривата инфицираног даваоца или након перкутаног контакта употребом ХЦВ зараженог прибора при интравенској примени дроге. Описана је и учесталија појава ХЦВ инфекције у особа које користе кокаин за ушмркавање, вероватно због заједничке употребе прибора зараженог крвљу. Средње велик ризик преноса ХЦВ имају особе на хемодијализи због малих али понављајућих излагања вирусу у болничким условима.
Пегинтенферон и рибавирин су стандардни лекови који се користе у терапији хепатитиса Ц. Између 50-80% болесника након примене терапије бива излечено. Код болесника код којих се развија трајно оштећење јетре (цироза или рак јетре) може бити потребна трансплантација јетре, мада постоји ризик од накнадне вирусне инфекције после трансплантације. За хепатитис Ц вакцина не постоји.

## Историјат
Средином 1970-их, Харви J. Алтер, начелник Одељења за инфективне болести на Одсеку за трансфузиону медицину Националног здравственог института, и његов истраживачки тим показали су да већина случајева хепатитиса након трансфузије крви није последица инфекције вирусом хепатитиса A или Б. Упркос овом открићу, међународни истраживачки напори на идентификацији вируса су били неуспешни током наредне деценије.
Године 1987, Мајкл Хоутон, Кви-Лим Чу, и Џорџ Куо Чајрон корпорација, у сарадњи са Д. В. Брадлијем из Центра за контролу и превенцију болести, користили су нови приступ молекуларном клонирању у идентификацији непознатог организма и развијању дијагностичког теста.
Године 1988, Алтер је потврдио присуство ХЦВ, верификацијом његовог присуства на плочици са не А и не Б узрочницима. У априлу 1989, откриће ХЦВ је објављено у два чланка у часопису (Наука). Године 2000, Алтеру и Хоутону је одато признање доделом Ласкерове награде за клиничко медицинско истраживање због како се наводи у образложењу пионирског рада који је довео до открића вируса узрочника хепатитиса Ц и развоја скрининг метода, смањивши ризик хепатитиса везаног за трансфузију крви у САД са 30% 1970. на практично нула 2000. године..
Чајрон корпорација је поднела захтев за неколико патената на вирус и његову дијагнозу. СДС је одустао од конкурентског захтева за патентирање 1990. године након што је Чајрон исплатио 1,9 милина долара СДС-у и 337.500 долара Бредлију. Године 1994. године, Бредли је тужио Чајрон, тражећи да поништи патент и и тај пројекат буде укључен као супроналазач, добије одштету и ауторски хонорар. Одустао је од тужбе 1998. године након што је изгубио парницу пред апелационим судом.
Откриће узрочника хепатитиса Ц довело до значајних побољшања у дијагностици и антивиралном лечењу.

## Епидемиологија
- no data
- <10
- 10-15
- 15-20
- 20-25
- 25-30
- 30-35
- 35-40
- 40-45
- 45-50
- 50-75
- 75–100
- >100

Од 130 до 170 милиона људи, или ~3% светског становништва, живи са хроничним хепатитисом Ц. Сваке године се зарази од 3–4 милиона људи, а више од 350.000 људи умре годишње од обољења везаних за хепатитис Ц. У 20. веку дошло је до знатног увећања стопе оболелих због комбиновања ИУД и интравенских лекова или нестерилисане медицинске опреме.
У Сједињеним Државама, око 2% људи годишње има хепатитис Ц, са 35.000 до 185.000 нових случајева годишње. Стопа се смањила на Западу од 1990-их захваљујући побољшаном скринингу крви пре трансфузије. Годишња смртност од ХЦВ у Сједињеним Државама је од 8.000 до 10.000. Очекује се да ће се стопа смртности повећати када се људи инфицирани путем трансфузије пре тестирања на ВХЦ разболе и умру.
Процењена дистрибуција, у неким земљама света, броја особа заражених вирусом хепатитиса Ц
| СЗО регија              | Укупна популација (у милионима) | Преваленца ХЦВ (%) | Заражена популација (у милионима) |
| ----------------------- | ------------------------------- | ------------------ | --------------------------------- |
| Африка                  | 602                             | 5,3                | 31,9                              |
| Јужна и Северна Америка | 785                             | 1,7                | 13,1                              |
| Европа                  | 858                             | 1,03               | 3,89                              |
| Југоисточна Азија       | 150                             | 2,15               | 32,3                              |

Стопа инфекције је виша у неким земљама Африке и Азије. У земље са веома високом стопом инфекције убрајају се: Египат (22%), Пакистан (4,8%) и Кина (3,2%). Висока стопа у Египту се доводи у везу са сада укинутом кампањом масовног лечења шистосомијазе, коришћењем неправилно стерилисаних стаклених шприцева.
У преваленцији ХЦВ инфекције постоје старосно специфичне разлике. Тако САД, Аустралија, Италија и Шпанија припадају групи држава са подједнаком преваленцијом ХЦВ инфекције (1-1,9%) (32). У САД, највиша преваленција ХЦВ (две трећине свих инфекција) забележена је у старосним групама од 30-49 година. Насупрот САД, у Италији и Шпанији преваленција хепатитиса Ц се повећава са годинама те је највећи број заражених старости изнад 50 година. У Италији, Јапану и Кини, постоје хиперендемска подручја у којима је преваленција ХЦВ инфекције и до 20 пута виша него у општој популацији те двоструко виша од преваленције у истим старосним групама у осталим деловима државе.

## Етиологија
Вирус хепатитиса Ц је мали, увијени, једноланчани, позитивно дефинисани РНК вирус. Члан је родаhepacivirus из породице Flaviviridae. Постоји седам главних генотипа ВХЦ. У Сједињеним Државама, генотип 1 проузрокује 70% случајева, генотип 2 проузрокује 20%, и сви остали генотипови проузрокује 1%. Генотип 1 је најчешћи и у Јужној Америци и Европи.

### Путеви преношења
Првенствени начин преношења ХЦВ у развијеном свету је интравенска употреба дроге (ИУД), а у земљама у развоју поред ИУД, главни путеви преношења су трансфузија крви и небезбедне медицинске процедуре, У 20% случајева узрок преношењања је непознат;
Интравенска употреба дроге је главни фактор ризика за хепатитис Ц у многим деловима света. Након истраживања у 77 земаља утврђено је да 25 земаља има стопу хепатитиса Ц од 60% до 80% међу популацијом интравенских наркомана, укључујући ту и Сједињене Америчке Државе и Кину. Дванаест земаља имају стопу већу од 80%. Десет милиона интравенских наркомана у свету заражено је хепатитисом Ц; од тога земље са највећим бројем су Кина (1,6 милиона), САД (1,5 милиона), и Русија (1,3 милиона).
Стопа хепатитиса Ц међу затвореницима у Сједињеним Државама је десет до двадесет пута већа од стопе међу општом популацијом, што у студији приписују високоризичном понашању као што су ИУД и тетовирање нестерилном опремом...
Трансфузија крви, производи од крви, и трансплантација органа без скрининга на ХЦВ стварају значајан ризик за инфекцију. Сједињене Државе су установиле универзални скрининг 1992. године. Од тада је стопа инфекције смањена од стопе један у 200 јединица крви на стопу један у 10.000 до 10.000.000 јединица крви. Овај ниски ризик се задржао јер постоји период од 11–70 дана откако потенцијални давалац крви добије хепатитис Ц до добијања позитиван налаза крви. Неке земље не врше скрининг на хепатитис Ц због трошкова.
Особа која задобије повреду иглом од особе која има ХЦВ има 1,8% шансу да ће добити болест. Ризик се повећава ако је коришћена игла шупља а убодна рана дубока. Постоји ризик када је слуз изложена крви; али тај ризик је мали, и не постоји ризик ако је неоштећена кожа изложена крви. Тетоважа се доводи у везу са двоструко или троструко већим ризиком за добијање хепатитиса Ц. То може бити проузроковано нестерилном опремом или контаминацијом коришћених боја. Тетоважа или пирсинг тела вршени пре средине 1980-их или у непрофесионалним условима су од посебног значаја, будући да се у таквом окружењу мало води рачуна о стерилности. Изгледа да што је већа тетоважа, већи је и ризик. Готово половина затвореника дели нестерилисану опрему за тетовирање. ХЦВ се ретко доводи у везу са оним тетоважама које су извршене у лиценцираном објекту.
Хепатитис Ц се може пренети и болничком опремом укључујући: поновну употребу игала и шприцева, вишекратно коришћење медицинских бочица, кеса за инфузију, и нестерилне операционе инструменте. Лоши услови у медицинским и стоматолошким објектима су главни узрок ширења ХЦВ у Египту, земљи са највећом стопом инфекције на свету.
Не зна се поуздано да ли се хепатитис Ц може пренети сексуалним путем. Мада постоји веза између високоризичне сексуалне активности и хепатитиса Ц, није јасно да ли је болест проузрокована употребом дроге која није споменута или самим сексом. Докази подржавају да не постоји ризик за хетеросексуалне парове који немају секс са другим људима. Упражњавање секса које укључује високи ниво трауме унутрашњости аналног канала, као што је анална пенетрација, или који се дешава када постоји и полно преносива болест, укључујући ХИВ или гениталну улцерацију, представљају ризик. Влада Сједињених Држава препоручује коришћење кондома само да би спречила преношење хепатитиса Ц код људи који имају више партнера.
Ствари за личну хигијену као што су жилет, четкица за зубе, и инструменти са маникир или педикир могу доћи у контакт са крвљу. Ако их дели са другима, особа ризикује да се изложи ХЦВ. Људи треба да воде рачуна о посекотинама, ранама и другим облицима крварења. ХЦВ се не шири путем обичног контакта, загрљајем, пољупцем, или коришћењем заједничког прибора за јело или кување.

### Пренос Хепатитиса Ц са мајке на дете
Пренос хепатитиса Ц са заражене мајке на дете се дешава у мање од 10% трудноћа. Не могу се предузети мере које би промениле тај ризик. Вирус се може пренети током трудноће или на порођају. Дуг порођај се доводи у везу са повећаним ризиком преношења. Нема доказа да се ВХЦ шири путем дојења; међутим, заражена мајка треба да избегне да доји ако су јој брадавице напукле или крваре, или је њена вируленција велика.

## Клиничка слика
Хепатитис Ц проузрокује акутне симптоме у само 15% случајева. Симптоми су чешће благи и нејасни, укључујући и смањени апетит, умор, мучнину, болове у мишићима или зглобовима, и губитак тежине. Само неколико случајева акутне инфекције се доводи у везу са жутицом. Инфекција се отклања без лечења код 10-50% људи, чешће код млађих женских особа.

### Хронична инфекција
Код осамдесет процената људи изложених вирусу развиће се хронична инфекција. Већина ће осетити минималне или никакве симптоме током прве декаде инфекције, иако се хронични хепатитис може довести у везу са умором. Хепатитис Ц је првенствени узрок цирозе и рака јетре код људи који су заражени дуги низ година. Код 10–30% људи који су заражени преко 30 година развиће се цироза. Цироза је чешћа код људи који су инфицирани хепатитисом Б или ХИВ-ом, алкохоличара, и мушкараца. Људи, код којих се развија цироза, имају двадесет пута већи ризик да добију рак јетре, уз годишњу стопу од 1-3%. За алкохоличаре је ризик 100 пута већи. Хепатитис Ц је узрочник више од 27% случаја цирозе и 25% случаја рака јетре.
Цироза јетре може да доведе до високог крвног притиска у венама везаних за јетру, акумулирања течности у абдомену, лаког стварања модрица или крварења, проширених вена, нарочито у желуцу и једњаку, жутице(жутило коже), и оштећења мозга.

### Утицај ван јетре
Хепатитис Ц се ретко доводи у везу са Сјегреновим синдромом (аутоимуним поремећајем), нижим бројем крвних плочица од нормалног, хроничним обољењем коже, дијабетесом, и нон-Хочкиновим лимфомима.

## Дијагноза
Дијагностички тестови за хепатитис Ц укључују: антитела на ВХЦ, ЕПИСТ, Вестерн блот, и квантитативни ВХЦ РНК. Ланчана реакција полимеразе (ЛРП) може да детектује ВХЦ РНК једну до две недеље након инфекције, док је потребно знатно више времена да се антитела формирају и открију.
Хронични хепатитис Ц је инфекција вирусом хепатитиса Ц која траје више од шест месеци заснована на присуству РНК. Због тога што хронична инфекција типично деценијама не показује симптоме, клиничари је обично откивају путем тестова за испитивање функције јетре или другим рутинским скринингом високоризичних људи. Тестирањем се не може разликовати акутна од хроничне инфекције.

### Тестирање крви
Тестирање крви на хепатитис Ц типично почиње тестовима крви за откривање присуства антитела на ВХЦ користећи ензим имуноесеј. Ако су налази позитивни, врши се други тест за проверу имуноесеја и одређивања озбиљности инфекције. Рекомбинантни имуноблот есеј проверава имуноесеј, и ВХЦ РНК ланчана реакција полимеразе одређује озбиљност. Ако нема РНК и имуноблот је позитиван, особа је раније имала инфекцију али се излечила терапијом или спонтано; ако је имуноблот негативан, имуноесеј је погрешан. Потребно је шест до осам недеља након инфекције да резултат имуноесеј теста буде позитиван.
Ензими јетре варирају у почетку инфекције; у просеку почињу да расту седам недеља након инфицирања. Ензими јетре су у слабој вези са озбиљношћу болести.

### Биопсија
Биопсија јетре може да одреди степен оштећења јетре, али постоји ризик од саме процедуре. Типичне промене које биопсија детектује су лимфоцити унутар ткива јетре, лимфоидни фоликули у порталној тријади, и промене у жучним путевима. Постоји неколико доступних тестова крви којима се одређује степен оштећења и умањује потреба за биопсијом.

### Скрининг
Само 5–50% инфицираних у Сједињеним Државама и Канади је свесно свога стања. Тестирање се препоручује онима који су високог ризика, укључујући и људе са тетоважама. Скрининг се препоручује и онима који имају увећање ензима јетре будући да је то често једини знак хроничног хепатитиса. У Сједињеним Државама се не препоручује рутински скрининг.

## Терапија
ВХЦ изазива хроничну инфекцију код 50–80% заражених особа. У просеку у 40-80% ових случајева долази до излечења после узимања терапије. У ретким случајевима, инфекција се може повући и без лечења. Људи са хроничним хепатитисом Ц треба да избегавају алкохол и лекове који су токсични за јетру, и треба да се вакцинишу против хепатитиса А и хепатитиса Б. Људи са цирозом треба да ураде ултразвучни преглед за утврђивање рака јетре.

### Лекови
Људи са потврђеном абнормалношћу јетре због БХЦ инфекције треба да траже лечење. Текуће лечење је комбинација пегилираног интерферона и антивиралног лека рибавирина 24 или 48 недеља, зависно од типа ВХЦ. Код 50-60% лечених долази до побољшања. Комбиновање боцепревира или телапревира са рибавирином и пегинтефероном алфа побољшава антивиралну реакцију на хепатитис Ц генотипа 1. Нежељена дејства лечења су честа; половина људи под терапијом добија симптоме попут грипа, а трећина доживљава емотивне проблеме. Хепатитис Ц се лечи делотворније у првих шест месеци него када постане хроничан. Ако особа развије нову инфекцију и не излечи се након осам до дванаест недеља, препоручује се 24 седмице пегилираног интерферона. За људе са таласемијом (крвни поремећај), изгледа да је рибавирин користан, али повећава потребу за трансфузијама.

### Алтернативни начини лечења и истраживања
Њени заговорници тврде да је неколико алтернативних терапија корисно у лечењу хепатитиса Ц, укључујући: млечни чкаљ, гингсенг, и колоидно сребро. Међутим, није се показало да је нека алтернативна терапија дала боље резултате код хепатитиса Ц, и не постоје докази да алтернативно лечење има било какво дејство на вирус.
До 2011. године, око сто медикамената за хепатитис Ц је у развоју. У те медикаменте спадају вакцине које лече хепатитис, имуномодулатори, и циклофилин инхибитори. Ова потенцијално нова терапија је настала захваљујући бољем разумевању вируса хепатитиса Ц.

## Превенција
До 2011. године није постојала вакцина против хепатитиса Ц. На вакцинама се ради и показали су се охрабрујући резултати. Комбинација превентивне стратегије, као што су програм замене игала и лечење злоупотребе психоактивних супстанци, смањују ризик хепатитиса Ц код интравенских корисника дроге за 75%. Скрининг давалаца крви је важан на националном нивоу, као и поштовање универзалних мера превенције у оквиру здравствених установа. У земљама, које су недовољно снабдевене стерилним шприцевима, здравствени радници треба да дају, кад год је то могуће, лекове који се уносе преко уста, уместо ампулираних лекова који се у тело уносе убризгавањем преко игле.

## Прогноза
Реакције на лечење се разликују сходно генотипу. Континуирани одговор јавља се код 40-50% људи са генотипом 1 ВХЦ након 48 недеља лечења. Континуирани одговор се дешава код 70-80% људи са генотипима 2 и 3 БХЦ након 24 недеља лечења. Континуирани одговор је 65% код људи са генотипом 4 након 48 недеља лечења. Евиденција лечења генотипа 6 обољења је тренутно оскудна, и постоји доказ да се лечи 48 недеља истим дозама као обољења генотипа 1.

## Друштво и култура
Светска алијанса за хепатитис одредила је 28. јул као Светски дан хепатитиса, и тај дан се свечано обележава сваке године.
Економски трошкови везани за превенцију и лечење хепатитис Ц значајни су и за појединца и за друштво. Само у Сједињеним Државама трошкови лечења болести током просечног животног века пацијената у 2003. години процењени су на 33.407 USD, а са трошковима трансплантације јетре тај износ у 2011. години просечно је износио 200.000 USD . У Канади у 2003. години трошкови антивиралног лечења износили су 30.000 CAD по једном болеснику, док су у Сједињеним Државама трошкови били од 9,200 до 17,600 USD у 1998. године. У многим областима света велики број људи не може да добије лечење антивиралним лековима јер немају осигурање или имају осигурање које не покрива трошкове антивиралног лечења.